# Achlyodidini
Tribu
Les Achlyodidini sont une tribu de lépidoptères de la famille des Hesperiidae et de la sous-famille des Pyrginae.
Les espèces de cette tribu sont présentes uniquement sur le continent américain, avec la diversité la plus grande dans l'écozone néotropicale. 
Beaucoup se caractérisent par leurs couleurs voyantes (pour des Hesperiidae) et par la forme particulière de leurs ailes antérieures, dont les extrémités semblent comme tronquées. 

## Listes des genres
- Achlyodes Hübner, [1819]
- Aethilla Hewitson, 1868
- Doberes Godman & Salvin, 1895
- Eantis Boisduval, 1836
- Atarnes Godman & Salvin, 1897
- Charidia Mabille, 1903
- Paramimus Hübner, [1819]
- Milanion Godman & Salvin, 1895
- Haemactis Mabille, 1903
- Pythonides Hübner, [1819]
- Quadrus Lindsey, 1925
- Gindanes Godman & Salvin, 1895
- Ouleus Lindsey, 1925
- Zera Evans, 1953

## Systématique
La tribu des Achlyodidini est composée de genres autrefois souvent inclus dans la tribu des Pyrgini. 
Elle a été définie à la fin des années 2000 dans le cadre d'une révision de la classification interne de la famille des Hesperiidae fondée sur des caractères morphologiques et moléculaires,.
Dans cette nouvelle classification, Achlyodidini est l'une des sept tribus de la sous-famille des Pyrginae, et la plus étroitement apparentée aux Pyrgini sensu stricto.